# Polyaulon bimaculatus
Polyaulon bimaculatus är en stekelart som först beskrevs av William Harris Ashmead 1890.  Polyaulon bimaculatus ingår i släktet Polyaulon och familjen brokparasitsteklar. Inga underarter finns listade i Catalogue of Life.